# Mammillaria baumii
Mammillaria baumii là một loài thực vật có hoa trong họ Cactaceae. Loài này được Boed. mô tả khoa học đầu tiên năm 1926.

## Hình ảnh

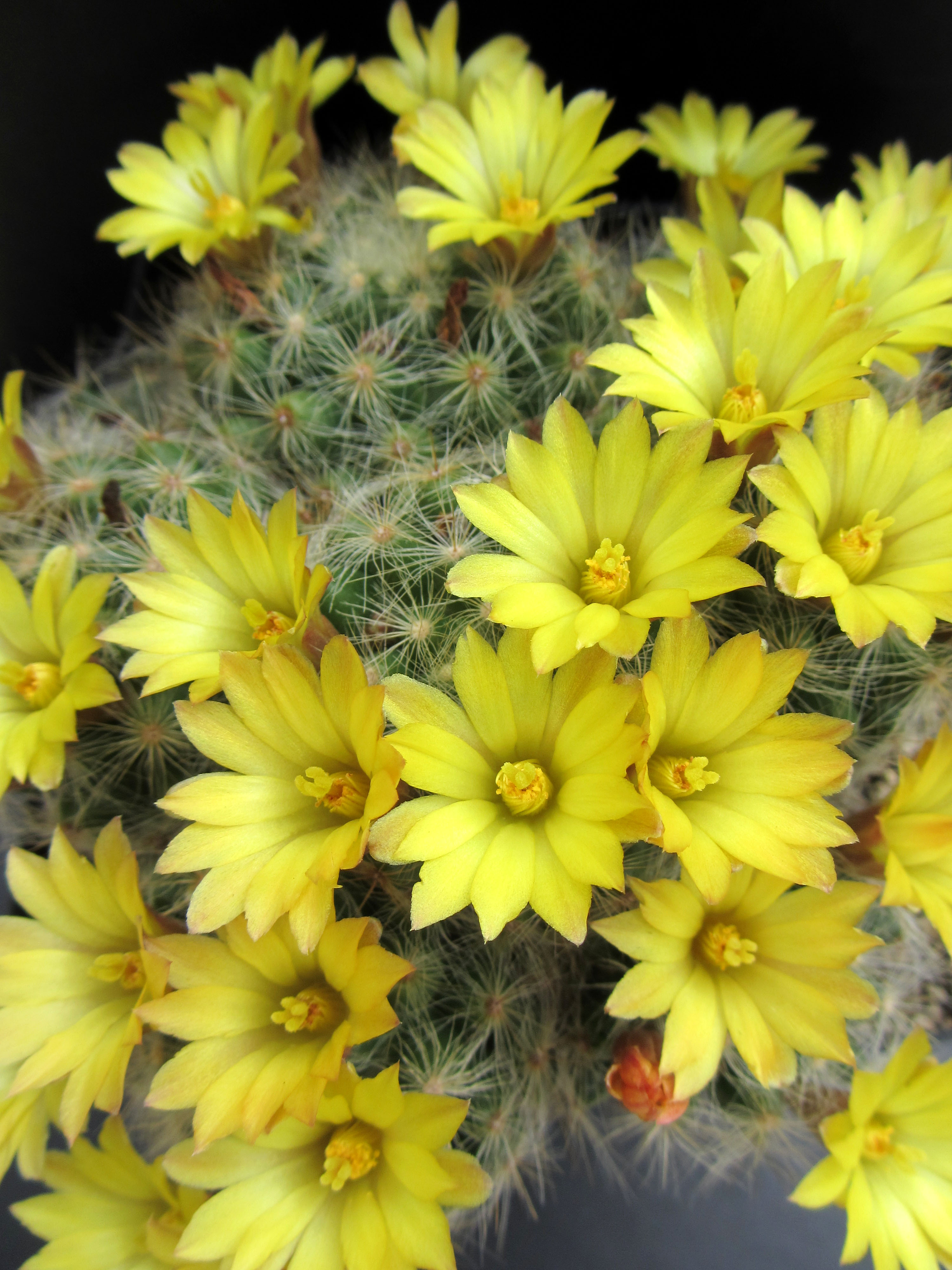
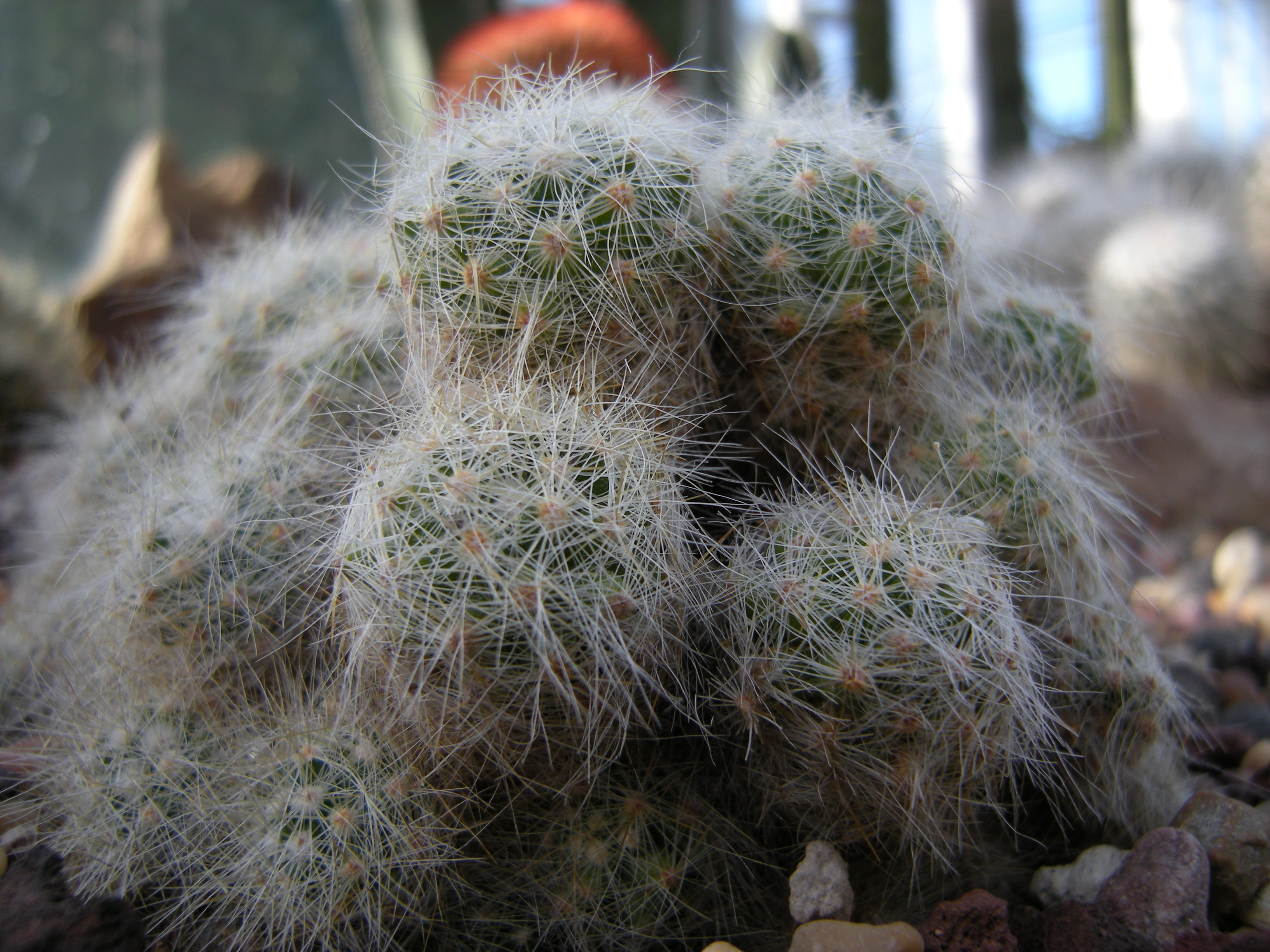
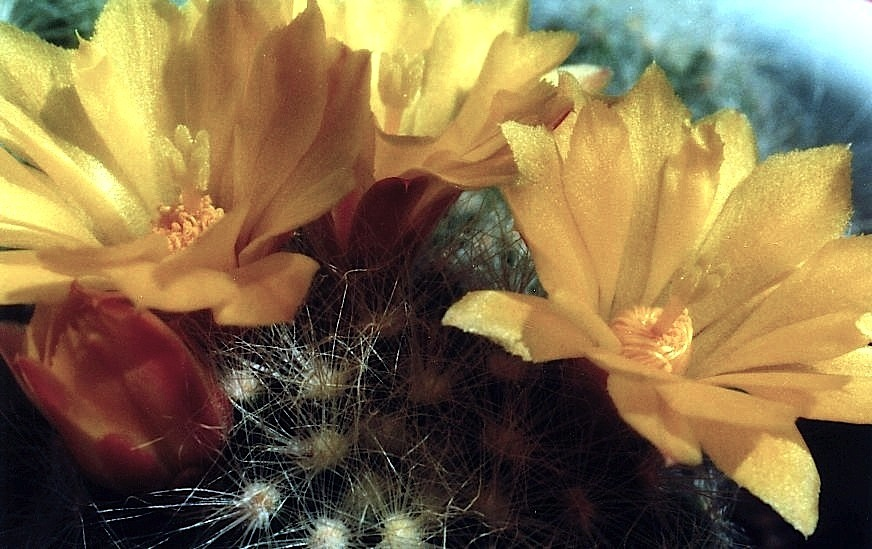
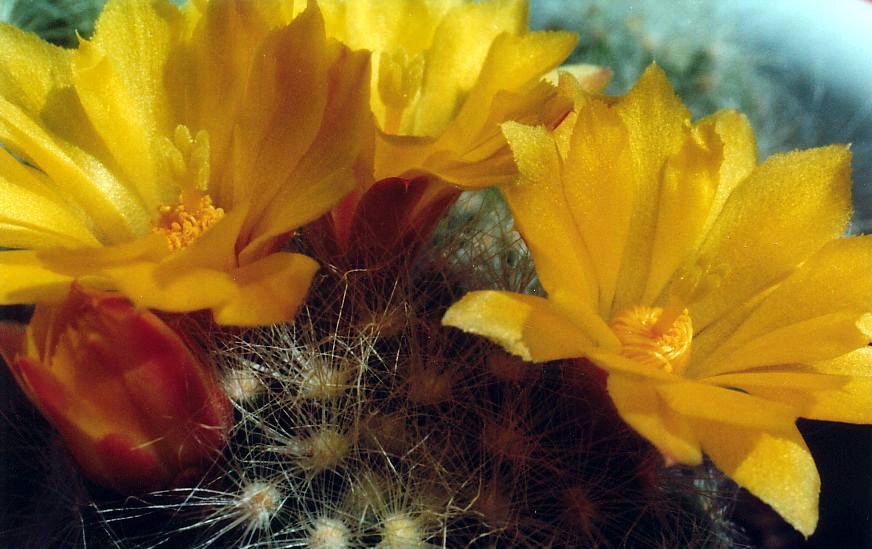